# Russian Juniors
Das Russian Juniors (vormals Ramenskoe Juniors genannt) ist im Badminton die offene internationale Meisterschaft von Russland für Junioren und damit das bedeutendste internationale Juniorenturnier in Russland. Von 2011 bis 2013 wurde es in Ramenskoje, was etwa 50 Kilometer von Moskau entfernt liegt, ausgetragen. Ab 2015 wurde das Juniorenturnier der St. Petersburg White Nights in den internationalen Status erhoben und ersetzte damit das Ramenskoe Juniors als Russian Junior White Nights.

## Sieger
| Saison    | Herreneinzel         | Dameneinzel            | Herrendoppel                       | Damendoppel                             | Mixed                                   |
| --------- | -------------------- | ---------------------- | ---------------------------------- | --------------------------------------- | --------------------------------------- |
| 2011      | Sergey Sirant        | Ruthvika Shivani       | Aditya Joshi Harsheel Dani         | Evgeniya Kosetskaya Viktoriia Vorobeva  | Anatoliy Yartsev Evgeniya Kosetskaya    |
| 2012      | Kirill Boyarskiy     | Evgeniya Kosetskaya    | Kirill Boyarskiy Sergey Shemetov   | Evgeniya Kosetskaya Viktoriia Vorobeva  | Rodion Kargaev Viktoriia Vorobeva       |
| 2013      | Rodion Alimov        | Victoria Dergunova     | Sergey Molodov Vladislav Soloviev  | Victoria Dergunova Olga Morozova        | Alexandr Zinchenko Olga Morozova        |
| 2014      | nicht ausgetragen    | nicht ausgetragen      | nicht ausgetragen                  | nicht ausgetragen                       | nicht ausgetragen                       |
| 2015      | Wolfgang Gnedt       | Supamart Mingchua      | Rodion Alimov Pavel Kotsarenko     | Ruethaichanok Laisuan Kilasu Ostermeyer | Rodion Alimov Alina Davletova           |
| 2016      | Rodion Alimov        | Nanami Akechi          | Rodion Alimov Pavel Kotsarenko     | Fuyu Iwasaki Akane Nakajima             | Rodion Alimov Alina Davletova           |
| 2017      | Ruttanapak Oupthong  | Chasinee Korepap       | Georgii Karpov Mikhail Lavrikov    | Vaishnavi Reddy Jakka Eshita Raju K.    | Ruethaichanok Laisuan Kilasu Ostermeyer |
| 2018      | Gustav Björkler      | Anastasiia Shapovalova | Michael Lebedev Stanislav Proskura | Anastasiia Boiarun Alena Iakovleva      | Georgii Karpov Anastasiia Kurdyukova    |
| 2019      | Meiraba Luwang       | Anastasiia Shapovalova | Rory Easton Ethan van Leeuwen      | Viktoriia Kozyreva Mariia Sukhova       | Rory Easton Anastasiia Kurdyukova       |
| 2020      | nicht ausgetragen    | nicht ausgetragen      | nicht ausgetragen                  | nicht ausgetragen                       | nicht ausgetragen                       |
| 2021      | S. S. M. Subramanian | Tanya Hemanth          | Daniil Dubovenko Maksim Ogloblin   | Daria Kharlampovich Galina Lisochkina   | Maksim Ogloblin Valeriya Isakova        |
| 2022 2024 | nicht ausgetragen    | nicht ausgetragen      | nicht ausgetragen                  | nicht ausgetragen                       | nicht ausgetragen                       |